# Mars 2009 en économie (activité humaine)
| • Chronologie générale de l'économie • |

| • Chronologie générale de l'économie • |

| Années de l'économie : 2006 - 2007 - 2008 - 2009 - 2010 - 2011 - 2012    |
| Décennies de l'économie : 1970 - 1980 - 1990 - 2000 - 2010 - 2020 - 2030 |

2009 en économie : Janvier Février Mars Avril Mai Juin Juillet
Août Septembre Octobre Novembre Décembre

## Chronologie

### Dimanche1ermars 2009
- Afrique : selon Charles Dan, directeur du Bureau international du travail pour l'Afrique, la crise financière et économique mondiale frappe cruellement l'Afrique au niveau du marché de l'emploi : « Si les tendances actuelles se confirment, il y aura une perte de 18 à 30 millions d'emplois dans le monde, et si la crise s'aggrave, ce chiffre pourrait monter à 50 millions [...] Pour l'Afrique, bien qu'il n'y ait pas de chiffre global exact sur l'impact direct en matière de destruction d'emplois, on a déjà des indications assez fortes sur le choc que la crise représente ».

- Royaume-Uni : la banque HSBC annonce  une augmentation de capital de 12,5 milliards de livres (14,2 milliards d'euros) après avoir enregistré une chute de 70 % de son bénéfice net 2008 due à des dépréciations et provisions pour de lourdes créances douteuses.

- Union européenne : Les chefs d'État et de gouvernements européens rejettent  l'idée d'un grand plan d'aide pour l'Europe de l'Est face à la crise préférant des aides au cas par cas. Plusieurs pays d'Europe centrale avaient appelé leurs partenaires de l'Ouest à être plus solidaires face aux problèmes de liquidités et de changes auxquels certains - surtout la Hongrie et la Lettonie - sont confrontés.

- Venezuela : Une première usine de riz, appartenant au groupe Alimentos Polar, est placée sous le contrôle des forces de l'ordre ce week-end, dans l'État de Guárico (centre). La prise de contrôle de la filière du riz a été annoncée samedi par le président Hugo Chávez, qui a menacé les industriels de les « exproprier » pour n'avoir pas respecté le prix des denrées de base, régulé depuis 2003 par les autorités. Selon lui, il s'agit d'une mesure destinée à lutter contre les problèmes de pénuries et l'explosion des prix alimentaires. La direction de Polar annonce son intention de déposer un recours en justice, rappelant que le gouvernement gère déjà 48 % de la production nationale de riz, contre 6 % pour l'entreprise privée.

### Lundi2 mars 2009
- Selon, l'International Financial Services London (IFSL), malgré la crise, les actifs des fonds souverains ont grimpé de 18 % en 2008, pour atteindre 3 900 milliards de dollars. Selon l'IFSL, « les pertes encourues par certains des investissements des fonds souverains durant l'année ont été plus que compensées par la hausse des entrées de capitaux », c'est-à-dire des sommes supplémentaires investies dans ces fonds par leurs propriétaires, souvent des états pétroliers. IFSL  estime par ailleurs que la valeur des fonds souverains devrait doubler d'ici 2015, pour atteindre 8 000 milliards de dollars, cependant leur croissance « devrait quelque peu ralentir dans les années qui viennent, en raison de la chute des prix des matières premières, et du retournement économique mondial qui devrait provoquer une moindre accumulation de réserves de changes ».

- Brésil : Le Brésil  réclame 2,5 milliards de dollars de sanctions contre les États-Unis pour ne pas s'être mis en conformité avec une condamnation de l'OMC sur leurs subventions aux producteurs de coton.

- États-Unis
  - La banque britannique HSBC annonce la suppression de 6 100 emplois aux États-Unis, dans ses branches de prêt à la consommation « HFC » et « Beneficial » dont elle va fermer la majorité du réseau après de lourdes pertes en 2008.
  - L'organisme de refinancement hypothécaire Freddie Mac annonce la démission  de son patron David Moffett et demande au Trésor  une rallonge de 30 à 35 milliards de dollars.
  - L'assureur AIG annonce  des pertes 2008 abyssales  frôlant les 100 milliards de dollars. Pour éviter une faillite qui pourrait avoir de lourdes conséquences sur le système financier américain, il réclame au  Trésor une nouvelle aide de 30 milliards de dollars de liquidités supplémentaires.

- France :
  - Nouvelles prévisions 2009 pour l'économie en France : PIB -1,0 % à -1,5 %, chômage en augmentation de 300 000, déficit public à 5,5 %, inflation +0,4 %, taux d'endettement à 80 %  du PIB à la fin de l'année 2010, soit 22 000 euros par français.
  - L'opérateur de téléphonie mobile et fournisseur d'accès internet SFR, groupe Vivendi, a enregistré un chiffre d'affaires  2008 en  hausse de 28,1 %, à 11,5 milliards d'euros et un recul d'environ 1 % de son bénéfice opérationnel à 2,5 milliards d'euros. L'année a été marquée par l'intégration de Neuf Cegetel, depuis le 15 avril 2008, et des activités fixes et ADSL de Tele2 France, depuis juillet 2007. SFR comptait fin décembre 19,65 millions de clients mobiles, soit 886 000 de plus qu'un an plus tôt. Parmi eux, 5,9 millions étaient clients 3G.
  - Les constructeurs d'automobiles Mitsubishi Motors et Peugeot SA annoncent avoir conclu un accord pour développer ensemble un véhicule électrique, destiné au marché européen et basé sur le modèle « i MiEV » de Mitsubishi.

- Japon :
  - Selon l'Association japonaise des concessionnaires automobiles (Jada), les immatriculations de véhicules neufs au Japon, hors mini-voitures, se sont effondrées de 32,4 % sur un an en février, marquant leur septième mois de recul d'affilée. Les ventes de poids-lourds ont chuté de 35,2 %  et celles d'autobus de 3,7 % à 1 283 unités, quant aux ventes de mini-véhicules, elles ont reculé de 9,8 %.
  - La filiale japonaise d'Eurocopter annonce  la signature d'un contrat avec le ministère de la Défense japonais pour la fourniture de deux hélicoptères d'entraînement, 1re étape d'un programme pluriannuel qui prévoit la livraison échelonnée de 15 machines.

- Ukraine : Le président Viktor Iouchtchenko et sa rivale, le premier ministre Ioulia Tymochenko, déclarent avoir trouvé un accord sur un plan d'action nécessaire pour la reprise du financement du Fonds monétaire international (FMI). Des amendements au budget seront votés en avril et mai, « toutes les divergences qui existaient entre le gouvernement et la Banque centrale ont été surmontées ». Le FMI avait donné son feu vert en novembre à l'octroi d'un prêt de 16,4 milliards de dollars à l'Ukraine, dont une première tranche de 4,5 milliards de dollars a déjà été versée. Mais le déblocage de la deuxième tranche, de presque 1,9 milliard de dollars, est entravé par des conflits politiques entre le président, qui soutient la Banque centrale, et le premier ministre autour du budget 2009, largement déficitaire contrairement aux exigences du FMI.

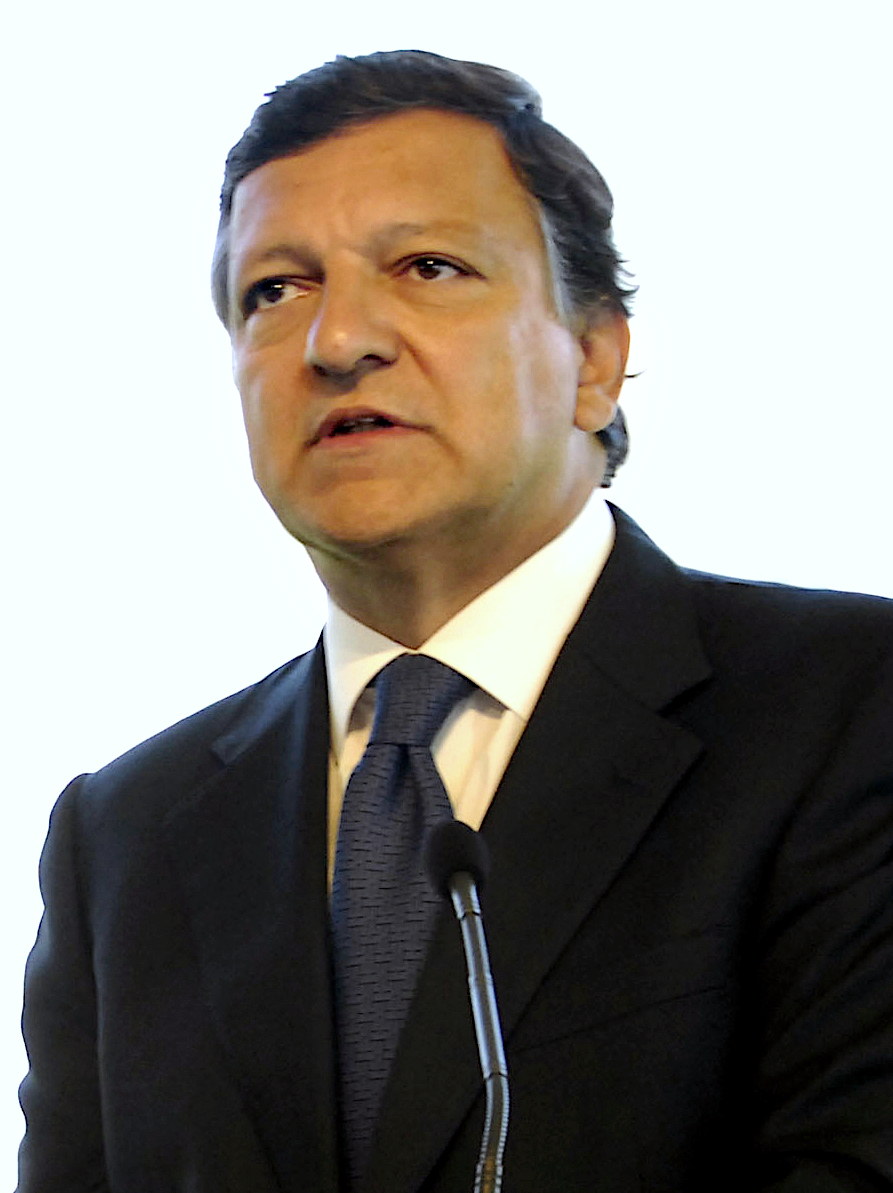
José Manuel Barroso
(août 2007)

- Union européenne : Le président de la Commission européenne, José Manuel Barroso, au cours d'une conférence organisée par la présidence tchèque de l'UE et consacrée au 5e anniversaire de l'élargissement de l'UE de 15 à 25 pays en 2004, met en garde les États contre des tendances protectionnistes qui se font sentir dans certains pays de l'UE en réaction à l'actuelle crise économique mondiale : « Il y a des voix de sirènes du nationalisme économique qui se font à nouveau entendre, comme si nous n'avions rien appris depuis les années 1930 [...] Mais il y a un problème pour ceux qui espèrent que le nationalisme économique les protégera. Ce ne sera pas le cas [...] Le marché unique a apporté la croissance et le travail ». De son côté, le premier ministre tchèque et président du Conseil de l'UE, Mirek Topolanek déclare : « Le protectionnisme est non seulement eurosceptique, mais même eurodestructif [...] Nous sommes tous sur le même navire et j'espère aussi que nous sommes sur le même pont de ce navire [...] Dans les vieux pays, les gens ont peur d'un nouvel élargissement. En revanche, les nouveaux pays ont peur de la discrimination [...] L'élargissement de 2004 et de 2007 a été bénéfique pour la qualité de la vie des citoyens de tous les pays de l'UE ».

### Mardi3 mars 2009
- Allemagne : Les ventes de voitures neuves ont bondi en Allemagne de 22 % en février sur un an, essentiellement grâce à la prime à la casse. Parallèlement, les ventes à l'export, autrefois principal soutien du marché, se sont effondrées en février de 51 % tandis que la production reculait de 47 %.

- États-Unis :  Le président de la Réserve fédérale Ben Bernanke se  dit devant le Sénat « en colère » contre le groupe d'assurances AIG, renfloué par l'État à hauteur de 180 milliards de dollars depuis septembre : « S'il y a un seul événement depuis les 18 derniers mois qui m'a mis en colère, je ne peux penser à aucun autre plus qu'à AIG [...] La situation d'AIG me met à l'évidence très mal à l'aise [...] Nous avons pris ces mesures parce que nous pensions d'abord que la faillite du plus grand groupe d'assurances du monde [...] serait catastrophique pour la stabilité du système financier mondial ». Ben Bernanke s'est dit persuadé que le soutien de l'État allait « contribuer à stabiliser le groupe », au lendemain de l'annonce d'un apport de 30 milliards de dollars de fonds publics supplémentaires. AIG a signé en 2008 la plus grande perte jamais enregistrée par une entreprise américaine, avec 99,3 milliards de dollars dont 61,7 milliards sur le seul quatrième trimestre, ce qui a obligé les autorités à le renflouer à hauteur de 180 milliards de dollars depuis septembre. Cependant l'hémorragie financière continue au premier trimestre pour le groupe américain d'assurances d'AIG, menacé de perdre encore des milliards de dollars, car conservant « 12 milliards de dollars d'exposition à des assurances de crédit sur des positions impliquant principalement des prêts hypothécaires de type subprime ».

- France : Selon Hervé Juvin, président du cabinet Eurogroup Institute et spécialiste du système bancaire mutualiste, les difficultés des Banque populaire et Caisse d'épargne ne signent pas l'échec du modèle bancaire coopératif, mais s'expliquent par la perversion du modèle d'avoir voulu trop ressembler aux banques classiques. Leur sauvetage doit donc aussi passer par un retour aux fondements de leur métier, car historiquement, les banques coopératives et mutualistes sont parties d'un mouvement chrétien-démocrate regroupant des  petits paysans, puis des artisans, qui se sont organisés pour disposer d'un système de prêts qui ne les soumettent pas à la loi des usuriers.

### Mercredi4 mars 2009

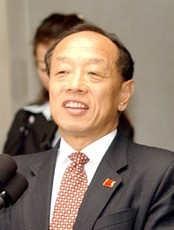
Li Zhaoxing
(septembre 2004)

- Chine : Le budget militaire de la Chine est en augmentation de 14,9 % en 2009 sur un an, les dépenses militaires s'élèveront à 480,68 milliards de yuans (près de 56 milliards d'euros), soit 6,3 % du budget du pays. Ces dépenses iront notamment à la modernisation des forces militaires et à l'amélioration du niveau de vie des soldats. Selon Li Zhaoxing, ancien ministre des Affaires étrangères, et actuel porte-parole du Parlement, l'armée chinoise ne représentait « aucune menace » pour des pays étrangers, la Chine « suivant fermement la voie du développement pacifique » et précisant qu'il n'y avait pas « en Chine de dépenses militaires cachées ».

- États-Unis :  Le groupe de casinos MGM Mirage annonce un risque de  déposer le bilan cette année, car ne pouvant  faire face à ses obligations financières, et qu'il avait entamé des négociations avec certains de ses créanciers. 1,2 milliard de dollars d'obligations arrivent à échéance cette année, et la même somme en 2010. Déjà propriétaire de dix casinos à Las Vegas, le groupe achève actuellement la construction dans la capitale du jeu un immense complexe d'un coût de plusieurs milliards de dollars, qui abritera notamment trois grands hôtels, un casino et un centre commercial.

- France :
  - Le groupe bancaire Crédit Agricole SA, première banque français sur le marché des particuliers, annonce avoir dégagé un bénéfice net 2008 de 1,024 milliard d'euros, en  baisse de 75 %, à cause d'une importante perte au quatrième trimestre mais aussi du niveau élevé de ses provisions.
  - Le groupe de télécommunications France Télécom annonce un bénéfice net 2008 de 4,07 milliards d'euros, en baisse de 35,4 %. Son chiffre d'affaires est en hausse de 1 % à 53,5 milliards €. La facture télécoms représenterait environ 2,4 % de la dépense moyenne des ménages français.
  - Le groupe de services, Suez Environnement, spécialisé dans le traitement des eaux et des déchets, annonce  un bénéfice net 2008 en hausse de 8,4 %. Pour 2009, il prévoit une réduction de 25 % de ses investissements ainsi qu'une accélération de ses réductions de coûts.

- Royaume-Uni : Le Premier ministre britannique Gordon Brown suggère devant le Congrès américain d'interdire les paradis fiscaux, à quelques semaines du sommet du G20 de Londres destiné à la réforme du système financier mondial : « Vous êtes en train de restructurer vos banques. Nous aussi. Mais les placements de tous ne seraient-ils pas beaucoup plus sûrs si le monde entier se mettait d'accord pour interdire les systèmes bancaires parallèles et les paradis fiscaux [plaidant pour] un système bancaire mondial qui serve notre prospérité au lieu de la menacer [et demandant que le sommet du G20 débouche sur] des règles et des normes en matière de responsabilité, de transparence et de rémunération qui sonneront la fin des excès et s'appliqueront à toutes les banques, partout, et en tout temps ».

- Union européenne : Eurotunnel annonce le premier versement d'un dividende à ses quelque 500 000 actionnaires pour la première fois de son histoire, depuis la création de l'entreprise en 1986 et l'entrée en service du tunnel en 1994, grâce à un bénéfice net 2008 de 40 millions d'euros. Le dividende a été fixé à 4 centimes par action. En 2007, le bénéfice avait été de 1 million € après des années de déboires financiers qui avaient mené l'entreprise au bord de la faillite.

### Jeudi5 mars 2009
- Chine : Le gouvernement chinois s'apprête à mettre en place un plan de soutien à l'économie de plus de 1 100 milliards d'euros, soit un tiers du produit intérieur brut (PIB), sans que l'on sache si cette somme s'ajouterait ou non aux 465 milliards d'euros annoncés en novembre 2008.  Les marchés anticipent que cette manne provoquera un sursaut salvateur pour l'économie mondiale.

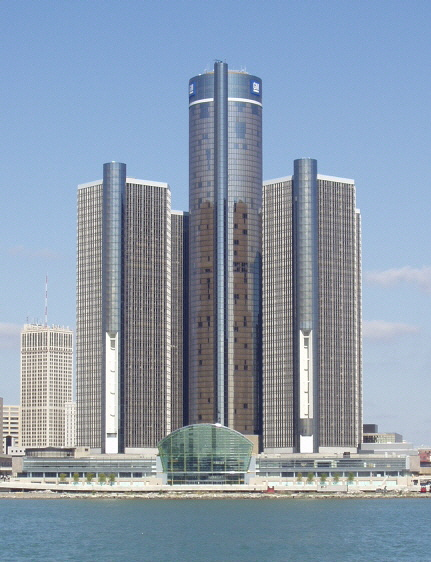
Quartier général de General Motors à Détroit

- États-Unis :  Le constructeur General Motors ex-numéro un mondial de l'automobile, évoque la possibilité d'une liquidation, si le gouvernement  refusait de lui verser les milliards de dollars de rallonge que le groupe réclame et si le robinet du crédit continue de lui être fermé : « La récurrence de nos pertes opérationnelles [...] et notre incapacité à générer des liquidités suffisantes pour faire face à nos obligations et soutenir nos activités soulève un doute substantiel sur notre capacité à survivre. Le groupe a de nouveau brandi la menace d'un dépôt de bilan via la loi sur les faillites dite "chapitre 11", qui permet de se restructurer à l'abri des créanciers. Mais il a aussi admis la possibilité d'une liquidation pure et simple, dite "chapitre 7" ».

- France :
  - L'INSEE annonce un  taux de chômage en hausse à 8,2 % au quatrième trimestre 2008, soit 2,2 millions de chômeurs au quatrième trimestre 2008.
  - Le groupe de distribution Casino un bénéfice net 2008 à 497 millions d'euros d'euros en baisse de 39 %. Le groupe qui a misé sur la proximité et le maxidiscount, a amélioré ses ventes et sa rentabilité opérationnelle en hausse de 8,5 %. Le groupe prévoit de lancer un programme de cession d'actifs d'environ un milliard €.
  - Le groupe Essilor, premier fabricant mondial de verres ophtalmiques, annonce un bénéfice net 2008 à 382,4 millions d'euros, en hausse de  4,3 % et vise pur 2009 une  croissance par acquisitions.
  - Le groupe d'énergie GDF Suez annonce pour sa première année d'existence  un bénéfice net 2008 à 6,5 milliards d'euros en hausse de 13 % et prévoit une « croissance » de son résultat brut d'exploitation (Ebitda) en 2009. La fédération CGT de l'Énergie estime que le bond de 13 % du bénéfice s'était fait « sur le dos des consommateurs » et demande que ceux-ci soient remboursés à hauteur d'un milliard d'euros sur leurs factures antérieures. Elle demande aussi une hausse de 10 % des salaires pour l'ensemble des salariés du groupe et un blocage des dividendes par rapport à 2007 alors que le groupe  envisage de distribuer 4,8 milliards d'euros à ses actionnaires.

- Italie :  Quelque 150 000 vêtements et accessoires contrefaits en provenance de Chine et faussement estampillés de la marque britannique Burberry, ont été saisis à l'aéroport de Rome-Fiumicino par la police financière et les douanes. Si elles avaient été mises sur le marché, ces contrefaçons  auraient rapporté quelque 10 millions d'euros. Trois Chinois et deux Italiens sont impliqués par l'enquête. L'Italie est le premier pays producteur d'articles contrefaits en Europe. Le produit global de la contrefaçon a représenté quelque 7,5 milliards d'euros en 2008 (contre 7,2 milliards en 2007) selon les estimations de la fédération nationale du commerce italien.

- Royaume-Uni : 
  - Le premier groupe d'assurances britannique Aviva annonce une perte nette 2008 de 885 millions de livres (992 millions d'euros) en 2008, en normes IFRS, et de 7,71 milliards de livres en normes MCEV, liée à des dépréciations d'actifs, le bénéfice d'exploitation 2008 ayant pour sa part augmenté respectivement de 4 % et 10 %.
  - La Banque d'Angleterre abaisse  son taux directeur d'un demi-point à 0,50 %, nouveau plus bas historique. Elle annonce également  un programme d'assouplissement quantitatif, en rachetant pour 75 milliards de livres d'actifs, principalement des emprunts d'État.

- Union européenne :
  - L'économie de la zone euro, comme celle de l'Union européenne s'est contractée de 1,5 % au dernier trimestre 2008, avec une baisse brutale des exportations et un recul des investissements. La baisse européenne traduit  une nette baisse des investissements (-2,7 % au 4e trimestre en zone euro, -2,5 % pour l'UE à 27 pays), une chute brutale des exportations (-7,3 % pour la zone euro, -6,8 % pour l'UE) et une détérioration de la consommation des ménages (-0,9 % pour la zone euro, -0,8 % pour l'UE).
  - La Banque centrale européenne annonce une baisse de son principal taux d'intérêt directeur d'un demi-point à 1,50 %, un niveau inédit depuis sa naissance il y a dix ans.
  - En 2008, 33 % des consommateurs européens ont acheté au moins un article sur Internet contre 27 % en 2006, révèle aujourd'hui un rapport de la Commission européenne. Toutefois, les achats transfrontaliers en ligne restent limités (7 %) à cause « d'obstacles linguistiques, pratiques et réglementaires » même si 30 millions d'internautes européens ont procédé à des achats sur la Toile, venus d'autres pays que le leur. L'avantage principal d'Internet est la possibilité de comparer les prix. À l'inverse, l'inconvénient est le manque de clarté des informations sur le produit.

### Vendredi6 mars 2009
- Chine : Deux ingénieurs américains travaillant pour la société Wyko Tire, partenaire de la société chinoise Haohau South China Guilin Rubber Company (HHSC) sont arrêtés aux États-Unis sur accusation d'espionnage industriel à l'encontre de l'usine Goodyear de Topeka (Kansas). Ils auraient pris des clichés lors de la fabrication de gros pneus OTR qui auraient permis à la société HHSC de produire des pneus similaires[1].
- Italie : Le Comité interministériel pour la programmation économique (CIPE) annonce une enveloppe de 17,8 milliards d'euros pour la construction d'infrastructures, en particulier un pont suspendu sur le détroit de Messine, qui sera le plus grand du monde, pour relier la Sicile au reste de l'Italie.
- Maroc : La ministre de l'Énergie, Amina Benkhadra présente, lors des 1ères assises nationales de l'Énergie, à Rabat, le plan énergétique marocain étalé jusqu'en 2015 qui fera l'objet d'investissements de l'ordre de 90 milliards de dirhams (environ 8,2 milliards d'euros). La nouvelle stratégie nationale consiste à développer la production d'électricité et à faire passer le taux des énergies renouvelables (solaire, éolien) à 10 % de la production globale d'énergie contre environ 4 % actuellement. Le plan prévoit également l'utilisation du « charbon propre » pour l'essentiel de sa production énergétique. Le pays importe actuellement près de 97 % de ses approvisionnements en énergie, le pétrole représentant plus de 87 % de la facture énergétique, soit environ 71 milliards de dirhams (6,5 millions d'euros) en 2008.

### Samedi7 mars 2009
- Selon l'économiste Nouriel Roubini, un des rares économistes à avoir annoncé la crise des crédits hypothécaires à risques, la crise économique mondiale pourrait durer jusqu'à fin 2010. Il estime que  les gouvernements faisaient « trop peu, trop tard », même s'ils prenaient « la bonne direction », a appelle les États-Unis, l'Europe et le Japon a « agir de concert » pour s'attaquer à la crise et éviter qu'elle n'empire : « Les gens ont coutume de dire que lorsque les États-Unis éternuent, le reste du monde s'enrhume. Dans ce cas là, les États-Unis ne font pas qu'éternuer, ils souffrent d'un sérieux cas de pneumonie chronique [...] Ou bien nous coulons ensemble, ou bien nous nageons ensemble ».

- Allemagne : Le constructeur automobile Opel menace de fermer trois sites en Europe — deux en Allemagne (Bochum et Eisenach), un en Belgique (Anvers) — et de supprimer un cinquième de ses 55 000 emplois. Le but est d'économiser 1,2 milliard de dollars (949 millions d'euros) en frais de personnel.

- États-Unis : Le président Barack Obama s'engage  à mettre un terme aux pratiques budgétaires « irresponsables » qui appartiennent selon lui « au passé » et à agir énergiquement pour que les États-Unis sortent renforcés de la crise. Selon lui, son administration a hérité d'un déficit budgétaire de 1 300 milliards de dollars, dont le gouvernement précédent et Wall Street ont truqué les chiffres pendant des années afin de cacher le coût réel des dépenses.  L'administration Obama table sur un déficit budgétaire record de 1 752 milliards de dollars en 2009, réduit à 1 171 milliards en 2010. Il a aussi exhorté les Américains à tirer profit de la dureté des temps : « Oui, c'est un moment de défi pour notre pays. Mais nous avons déjà vécu de grandes épreuves. Et avec chaque épreuve, chaque génération a découvert la capacité non seulement d'endurer, mais de prospérer, de découvrir de grandes opportunités au cœur des grandes crises [...] C'est ce que nous pouvons et devons faire aujourd'hui et je suis sûr que c'est ce que nous ferons ». Au sujet de la réforme du système de santé américain, le plus cher au monde mais qui prive aussi de toute couverture médicale quelque 48 millions de personnes, sans compter tous ceux qui sont mal assurés, il déclare : « Nos idées et opinions sur la manière de mener cette réforme à bien peuvent diverger, mais notre objectif doit être le même : un système de soins de qualité et abordable pour chaque américain, qui n'obère plus les budgets des familles, des entreprises et du gouvernement ».

- Royaume-Uni : 
  - Le gouvernement britannique annonce prendre le contrôle de la Lloyds, un des fleurons bancaires du pays : l'État a accepté de garantir quelque 260 milliards de livres (290,5 milliards d'euros) d'actifs à risque en échange d'une prise de participation majoritaire dans le capital de l'institution. La part de l'État britannique dans le capital de la Lloyds passe ainsi de 43,5 % à 65 %. Le bénéfice net 2008 part du groupe de l'ex-Lloyds TSB s'est  écroulé à 819 millions de livres l'an dernier.
  - Le groupe  Halifax-Bank of Scotland (HBOS) annonce  une perte nette 2008 - sa première depuis sa naissance en 2001- de 7,58 milliards de livres, contre un bénéfice net 2007 de 3,965 milliards de livres.

### Lundi9 mars 2009
- Le président de la Banque centrale européenne, Jean-Claude Trichet,  porte-parole des dix grandes banques centrales mondiales à l'issue de la réunion bimestrielle du G-10 au siège de la Banque des règlements internationaux (BRI) : « La plupart des observateurs s'attendent à une croissance négative pour les pays industrialisés » en 2009 mais proche de zéro. Ils s'attendent à « reprise » en 2010, estimant : « Il y a un certain nombre d'éléments qui suggèrent que nous nous rapprochons du moment où nous observerons un redressement ».
- Dans une allocution au Sénat mexicain, le président français Nicolas Sarkozy affirme  qu'il faudra « imposer » des « changements » lors de la prochaine réunion du G20 à Londres : « Il faut modifier le capitalisme, pour qu'il soit un système d'entrepreneurs et non de spéculateurs ».

- Chine : Le premier Airbus A320, assemblé en Chine, devrait être livré en juin, selon le maire de la ville de Tianjin où est installée l'usine de montage. Onze appareils de ce type devraient être assemblés au cours de l'année 2009.

- États-Unis :  Le groupe pharmaceutique Merck annonce le rachat de 68 % son concurrent Schering-Plough pour 41,1 milliards de dollars.

- Union européenne : Le président de l'Eurogroupe, Jean-Claude Juncker, à l'issue d'une réunion à Bruxelles des ministres des finances de la zone euro, déclare  qu'il n'était « pas question » d'accélérer l'entrée dans la zone euro des pays d'Europe de l'Est face à la crise économique ou d'assouplir les critères requis pour le faire : « Il n'est pas question de changer les règles d'adhésion ou la durée de présence d'un État dans l'antichambre de la monnaie unique qui limite les fluctuations des pays candidats par rapport à la devise européenne ».

### Mardi10 mars 2009
- Allemagne : Les exportations de la  première économie exportatrice du monde ont baissé de 20,7 % sur un an en janvier. L'Allemagne a dégagé en janvier un excédent commercial se montant à 8,5 milliards d'euros, deux fois moins élevé qu'en janvier 2008. Très dépendante du commerce extérieur pour son dynamisme économique, l'Allemagne souffre plus que d'autres économies européennes de la récession mondiale et s'attend à un recul de 2,25 % de son produit intérieur brut 2009.

- Chine : L'indice des prix a chuté de 1,6 % en glissement annuel. L'inflation, 0,3 %, sur les deux premiers mois de l'année, n'a cessé de décroître ces derniers mois, sur fond de ralentissement économique, les analystes évoquant de plus en plus des risques de déflation.

- États-Unis
  - Le groupe industriel United Technologies, confronté à un effondrement de ses ventes, annonce la suppression de 11 600 emplois dans le monde, pour l'essentiel dans ses services administratifs, et revu à la baisse ses prévisions de résultats.
  - Le studio de cinéma Sony Pictures d'Hollywood annonce la suppression de  350 postes, soit environ 5 % de ses effectifs. Le studio reste bénéficiaire, mais « l'aggravation de la crise financière internationale a commencé à avoir de l'effet »  sur certains des « secteurs d'activité, comme les ventes à la télévision, de DVD et les revenus publicitaires ». D'autres studios hollywoodiens, comme Paramount, Warner Bros., Universal et Disney ont aussi récemment annoncé des suppressions d'emploi.

- France :
- Le déficit commercial 2008 de la France s'est élevé à près de 56 milliards en données corrigées des variations saisonnières.
- Le groupe français de technologie pour les médias Thomson, annonce une perte nette 2008 de 1,93 milliard d'euros contre une perte 2007 de 23 millions €.

- Italie : Le groupe Pirelli annonce une  perte nette 2008 de 412,5 millions d'euros, notamment à cause de charges de restructuration et de la dévaluation de sa part dans Telecom Italia.

- Royaume-Uni : Le premier ministre, Vladimir Poutine, exprime des doutes sur le projet de gazoduc Nabucco, qui doit contourner la Russie, après la signature avec la Hongrie d'un accord de coopération dans le cadre du projet de gazoduc russo-italien South Stream : « En ce qui concerne d'autres itinéraires, je n'ai rien contre, mais Nabucco ne réduit pas le nombre de pays de transit mais l'augmente: Azerbaïdjan, Turquie, Géorgie [...] Et cela n'est pas suffisant parce que Nabucco ne peut être alimenté sans l'Iran ». Le projet Nabucco, qui doit acheminer le gaz de la mer Caspienne vers l'Europe centrale en évitant la Russie, associe six pays. Il a jusqu'à présent peiné à démarrer faute de financement suffisant. Il est concurrencé par le projet russo-italien South Stream auquel la Hongrie est également associée, et qui a été jugé « plus prometteur » par le Conseil mondial de l'énergie.

- Union européenne :
  - La Banque centrale européenne annonce  une opération d'absorption destinée à retirer du circuit monétaire un excédent de liquidités. L'opération dite de « réglage fin » d'un volume illimité sera assortie d'un taux d'intérêt variable jusqu'à 2 % maximum. Les prévisions de la BCE tablent sur un « déséquilibre » de liquidités « largement positif », c'est-à-dire un surplus, alors que les banques implantées dans la zone euro doivent remplir leurs obligations de réserves minimum auprès de l'institution monétaire. Par cette action la BCE tente de drainer des excès de liquidités accumulées par les banques, qui préfèrent actuellement les mettre de côté plutôt que de se prêter entre elles.
  - Un membre du directoire de la BCE de la Banque centrale européenne, Lorenzo Bini Smaghi, déclare : « Si la situation devait se détériorer, la BCE est prête à encore baisser ses taux, également jusqu'à zéro [...] Cela vaut surtout si l'économie venait effectivement à être menacée par une déflation », à savoir une baisse généralisée et durable des prix, mais ce  n'est toutefois pas le cas actuellement.
  - Après d'âpres négociations, les ministres des finances européens sont parvenus  à un compromis autorisant la réduction des taux de TVA inférieurs au seuil minimum de 15 % dans certains secteurs, dont la restauration, la construction, la coiffure, les soins et aides à domicile ou les petites réparations.
  - Le groupe  de défense et d'aéronautique, EADS a dégagé un bénéfice net 2008 de 1,572 milliard d'euros, après une perte nette 2007 de 446 millions d'euros. Le groupe est  sorti du rouge en 2008 et s'estime « en bonne position pour affronter la crise » malgré « un niveau de visibilité mitigé » pour 2009. Pour 2009, il prévoit un résultat d'exploitation (EBIT) avant exceptionnels en baisse mais « significativement positif ». Les retards l'A400M, un avion de transport militaire à vocation européenne, pèse lourds. Le groupe va devoir  passer 704 millions d'euros de provisions dans ses comptes, en plus des 2,1 milliards d'euros d'ores et déjà provisionnés, pour tenir compte des importants retards pris par le développement de ce programme.

### Mercredi11 mars 2009
- Afrique : Le directeur général du FMI, Dominique Strauss-Kahn déclare : Alors que la communauté internationale trouve des centaines de milliards de dollars pour résoudre la crise, je ne peux admettre notre incapacité à mobiliser des centaines de millions pour les pays à bas revenus. Le FMI demande 25 milliards de dollars pour limiter les dégâts de la crise en Afrique car ce que le numéro de l'institution internationale appelle désormais « la Grande Récession » est en train, selon le FMI de fondre sur les pays pauvres après avoir balayé les pays industrialisés, puis les pays émergents.

- Allemagne : Le constructeur aéronautique canadien Bombardier annonce avoir reçu du groupe Lufthansa une commande ferme de 30 avions de sa nouvelle série CSeries, pour un montant de 1,53 milliard de dollars américains.

- France :
  - Le groupe JCDecaux, gérant du système parisien de vélos en libre-service, Vélib' annonce pour cette activité un chiffre d'affaires 2008 à 57 millions d'euros. Le groupe estime que c'est un « important succès commercial » avec 74 000 utilisateurs par jour pour 20 600 vélos et 44 millions de locations depuis son lancement en juillet 2007. Cependant, le groupe déplore subir des dommages importants avec 7 800 vélos volés et 11 800 autres endommagés.
  - Le groupe Lagardère annonce un bénéfice net 2008 part du groupe de 593 millions d'euros, en hausse de 11,1 % par rapport à 2007.

### Jeudi12 mars 2009
- Brésil : L'industrie de l'État de Sao Paulo, le principal pôle industriel de l'Amérique latine, a perdu 236 000 emplois d'octobre 2008 à fin février, soit 10 % du total, en raison de la crise mondiale.

- Chine : 
  - Sur les deux premiers mois de l'année, la production industrielle a connu une faible hausse de 3,8 % en glissement annuel.
  - Le ministère des Chemins de fer envisage la construction d'une ligne ferroviaire directe entre Pékin et Taipei (Taïwan), afin de renforcer les relations commerciales et « poser les fondations des infrastructures de transport pour la zone économique du détroit de Taïwan ». Le ministère ne précise pas comment les trains franchiront les 180 kilomètres du détroit, soit par un tunnel, soit par un pont. L'arrivée au pouvoir l'année dernière à Taïwan de Ma Ying-jeou, l'artisan de la renaissance du parti Kuomintang (KMT), a ouvert une période de détente dans la zone. Le mois dernier, le gouvernement taïwanais avait indiqué qu'il considérait la construction d'un pont de 8,6 km entre Kinmen, l'une de ses îles, et la Chine continentale.
- France :
  - Selon les chiffres du ministère de l'emploi, la France comptait 100 500 emplois salariés de moins fin 2008 par rapport à fin 2007 (- 0,6 %), avec une perte de 106 800 postes au cours du seul quatrième trimestre. La France comptait 18 millions de salariés fin décembre.
  - Aéroports de Paris, gestionnaire des aéroports parisiens, annonce un bénéfice net 2008 de 271,2 millions d'euros en hausse de 12,6 %, et vise une légère croissance de son chiffre d'affaires et de son excédent d'exploitation en 2009.
  - Le groupe de distribution Carrefour, no 2 mondial de la distribution, annonce  un bénéfice net 2008 part du groupe de 1,27 milliard d'euros, en chute de 44,7 % sur un an, pour un résultat opérationnel (Ebit) de 2,77 milliards, en baisse de 16,8 %. Le groupe  prévoit d'investir 600 millions d'euros pour renforcer sa dynamique commerciale et de faire des économies de coûts de fonctionnement de 500 millions pour soutenir les ventes.
  - La Poste annonce  un bénéfice net 2008 à 529 millions d'euros en baisse de 44 %  notamment en raison d'un ralentissement de ses activités courrier. Son chiffre d'affaires 2008 se monte à 20,829 milliards €  en progression de 0,2 %, alors que son résultat d'exploitation ressort à 886 millions d'euros en repli de 32 % à 886 millions d'euros en raison notamment d'une hausse des provisions pour risques.

- Union européenne : 
  - La Banque européenne d'investissement, bras financier de l'Union européenne, soutient l'industrie automobile, durement touchée par la crise, en approuvant  un prêt de trois milliards d'euros au secteur automobile européen. L'argent sera destiné aux constructeurs allemands, italiens, français et suédois et serait essentiellement « destiné à améliorer l'efficacité énergétique des voitures et à réduire les émissions de CO2 ».
  - Selon les prévisions de l'organisation patronale européenne BusinessEurope, quelque 4,5 millions d'Européens devraient perdre leur emploi en 2009 du fait de la crise économique mondiale. Les chefs d'entreprises européens sont  plus pessimistes que la Commission européenne, qui a pour sa part estimé en janvier que 3,5 millions d'emplois devraient être supprimés dans l'UE cette année.

### Vendredi13 mars 2009
- Selon Jacques Attali, devant le congrès national des comptables italiens, donne son avis sur le G20 : « C'est un échec programmé [...] Nous vivons sous la domination du modèle anglo-saxon, qui n'a aucun intérêt à remettre en cause son propre système financier. Avoir organisé le G20 à Londres, c'est comme organiser une réunion d'alcooliques dans un bar où l'on sert du vin ».

- États-Unis : Le pétrolier Sunoco (Philadelphie, Pennsylvanie), spécialisée dans le raffinage et les autres activités d'aval, annonce  la suppression de 20 % de ses effectifs, soit 750 postes, dans le cadre d'une restructuration destinée à garder l'entreprise « compétitive » et à économiser 300 millions de dollars par an. Le bénéfice net 2008 se monte à 776 millions de dollars en baisse de 11 %.

- Italie : Selon l'Institut Istat, la dette publique de l'Italie, l'une des plus élevées des grands pays industrialisés, a grimpé à 105,8 % du PIB en 2008 contre 103,5 % en 2007. Le gouvernement s'attend à une forte progression de la dette au cours des prochaines années. Il table en effet sur un niveau de 110,5 % du PIB cette année, de 112 % en 2010 et de 111,6 % en 2011. Le déficit public s'est par ailleurs établi à 3,1 % du PIB en 2008 contre un niveau de 1,7 % en 2007.

- Roumanie : Dacia (groupe Renault) annonce des livraisons hebdomadaires de 3 500 véhicules vers l'Allemagne, pour répondre à une forte demande née de la prime à la casse accordée dans ce pays : « L'Allemagne a permis à Dacia de sortir un peu la tête de l'eau, de reprendre une activité normale et de remonter un peu notre rythme de production » qui remonte à 1 200 véhicules par jour.

### Dimanche15 mars 2009
- États-Unis : L'assureur AIG, sauvé de la faillite en septembre par l'État fédéral, révèle  que l'argent reçu avait surtout servi à dédommager des banques européennes. Trois institutions ont reçu 70 % des 52 milliards de dollars de fonds publics utilisés entre septembre et décembre pour dénouer les positions souscrites par la filiale financière d'AIG : la banque d'affaires américaine Goldman Sachs (12,9 milliards de dollars), la banque française Société générale (11,9 milliards) et la banque allemande Deutsche Bank (11,8 milliards).
- Russie : Le président Dmitri Medvedev appelle à « réformer » le Fonds monétaire international et la Banque mondiale, critiquant les institutions financières internationales pour une mauvaise gestion de la crise économique : « Il faut réglementer leur activité et faire en sorte qu'elle soit plus juste à l'égard des États qui sont entrés récemment dans le rang des plus grandes économies, des économies en voie de développement, je sous-entend là la Russie et d'autres pays avec lesquels nous coopérons ».

### Lundi16 mars 2009

Panorama des engins Caterpillar
(juillet 2008)

- États-Unis : Le constructeur d'engins de chantier Caterpillar annonce 2 454 nouvelles suppressions d'emploi, portant à près de 25 000 depuis le début de l'année le nombre de postes de travail voués à disparaître au sein du groupe et concernant 5 sites aux États-Unis, en Georgie, en Indiana et en Illinois.

- Union européenne : Selon l'office statistique européen Eurostat, la zone euro a perdu 453 000 emplois (-0,3 %) et l'Union européenne 672 000 (-0,3 %) au quatrième trimestre 2008. C'est le deuxième trimestre consécutif de baisse de l'emploi, tant dans la zone euro que dans l'UE. Sur l'ensemble de l'année 2008, l'emploi a néanmoins progressé de 0,8 % dans la zone euro et de 0,8 % dans l'UE. Il avait augmenté de 1,8 % dans les deux cas en 2007.

### Mardi17 mars 2009

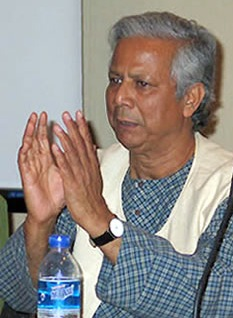
Muhammad Yunus
(décembre 2004)

- Le prix Nobel Muhammad Yunus estime que la crise économique mondiale fournissait l'opportunité de créer un système financier « pour le peuple » et pas « pour les plus riches ». Père du micro-crédit, le Bangladais estime que la tourmente financière n'était pas « la seule crise à l'heure actuelle », citant les crises alimentaire, énergétique et climatique, plus anciennes mais passées au second plan dans les médias, « toutes ces crises ont la même origine, elles sont nées des failles structurelles de notre système ».

- Finlande : Le groupe de téléphonie, Nokia, annonce la prochaine suppression de 1 700 emplois dans le monde dans le cadre de son plan de réduction des coûts de 700 millions de sa filiale « combinés ». Plusieurs autres départements, notamment le commercial et l'après-vente, devront aussi supprimer des postes.

### Jeudi19 mars 2009
- Albanie : Les sommes jouées dans les jeux de hasard en 2008 ont été en forte augmentation dans un des pays pourtant parmi les plus pauvres d'Europe. Les Albanais ont dépensé plus de 100 millions de dollars pour les jeux de hasard, y compris les paris sportifs contre quelque 60 millions de dollars en 2007. Il existe en Albanie un casino, plus de 20 sociétés de paris, 22 compagnies de jeux de hasard et 9 sociétés de Bingo. Les jeux de hasard s'exercent dans des milliers de salles à travers le pays, installées en nombre y compris à proximité des écoles.

- États-Unis : 
  - L'assureur AIG, sauvé de la faillite par l'État fédéral, annonce au cours d'une audition au Congrès, le dénouement des positions investis à risque d'un montant de 1 600 milliards de sa filiale financière « AIG Financial products » sur les quatre prochaines années. Il annonce aussi son prochain changement de dénomination sociale.
  - L'État fédéral, vient en aide aux équipementiers après celle apportée aux  constructeurs automobiles. Le Trésor a promis une enveloppe de 5 milliards de dollars à ce secteur, pour faire face à « la crise du crédit et de la chute rapide des ventes d'automobiles [...] De nombreux fournisseurs de pièces détachées pour automobiles sont incapables d'accéder au crédit et font face à une incertitude croissante. Ce programme les aidera à rompre ce cycle ».

- France :
  - Iliad, maison mère du fournisseur d'accès à internet Free, annonce un bénéfice net 2008 en recul de 33,2 %, à 100,4 millions d'euros, affecté par le rachat d'Alice.
  - Trois mutuelles MACIF, Matmut et MAIF annoncent  leur projet d'union  pour constituer un grand pôle mutualiste mieux armé face à la crise. Le nouveau groupe devrait réunir 10 millions de sociétaires et représenter 9 milliards de chiffre d'affaires.

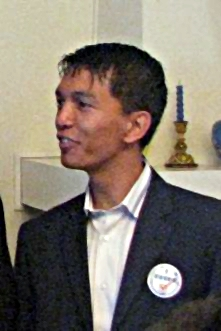
Andry Rajoelina
(novembre 2008)

- Madagascar : Le nouveau président Andry Rajoelina organise son pouvoir en décrétant la suspension des activités de l'Assemblée nationale et du Sénat, ainsi que la création d'une « haute autorité pour la transition vers la IVe République ». Il a aussi annulé l'accord de cession de 1,3 million d'hectares de terres non cultivées pour produire de l'huile de palme et du maïs, ce qui avait alimenté la colère contre son prédécesseur et l'a forcé à la démission : « Si on veut vendre des terres à Madagascar il faut changer la Constitution et consulter la population ».

- Union européenne : Les dirigeants de l'UE réunis en sommet se sont mis d'accord sur des projets d'investissement allant jusqu'à 5 milliards d'euros principalement dans l'énergie (4 milliards) et le reste dans l'amélioration de l'accès à l'internet à haut débit dans les zones rurales. Il s'agit de la seule contribution du budget de l'UE aux plans de relance des pays. D'autre part, ils se sont dits prêts à renflouer le Fonds monétaire international à hauteur d'au moins 75 milliards de dollars pour l'aider à faire face à la crise mondiale.

### Vendredi20 mars 2009
- OCDE : Selon le secrétaire général de l'Organisation de coopération et de développement économiques (OCDE), Angel Gurria, la croissance de l'économie mondiale devrait être « négative » en 2009, « parce que même les croissances positives de l'Inde et de la Chine ne pourront pas compenser la croissance négative » dans les pays industrialisés.

- Chine : Le groupe pétrolier français Total prévoit de se développer en Chine dans les secteurs de la raffinerie et de la pétrochimie, où le mécanisme de fixation des prix des produits pétroliers devient plus favorable pour les producteurs, selon ses dirigeants : « Le gouvernement chinois va vers un système de prix plus compétitif. Nous aimons la compétition, parce que nous pensons être meilleurs et pouvoir gagner ».

- États-Unis : Record inquiétant du déficit budgétaire pour l'exercice 2008-2009 qui devrait atteindre le montant exceptionnel de 1 845 milliards de dollars, soit l'équivalent de 13,1 % du produit intérieur brut. Par comparaison, le déficit budgétaire pour l'exercice précédent avait atteint 459 milliards de dollars, soit 3,2 % du PIB.

- France : Le groupe de distribution Rallye (Casino, Go Sport) a réalisé  une perte nette 2008 de 86 millions d'euros, contre un bénéfice de 288 millions d'euros en 2007, plombé notamment par des pertes sur le portefeuille boursier. Le chiffre d'affaires progresse de 14,4 %, à 29,44 milliards d'euros, Le  résultat opérationnel courant 2008 de la holding, se situe à 1,28 milliard d'euros (+1,7 %).

- Italie : Le groupe automobile Fiat assure que son projet d'alliance avec Chrysler, n'impliquait pas la prise en charge une part de la dette du constructeur américain en difficulté, contrairement à ce qu'avait affirmé la veille le PDG de Chrysler Robert Nardelli qui avait indiqué que le partenariat avec Fiat permettrait à Chrysler de rembourser plus vite les contribuables américains car Fiat prendrait à sa charge 35 % de sa dette envers l'État : « En résultat des discussions en cours [...], Fiat devrait devenir un actionnaire avec les mêmes droits et responsabilités que tous les autres actionnaires, au sein d'une compagnie restructurée. Pour clarifier, cela ne veut pas dire que Fiat assumerait la moindre dette de Chrysler LLC ».

- Roumanie : Le ministère des Transports, annonce dans un document transmis à la Fédération syndicale ferroviaire (travailleurs) sa volonté de licencier 12 000 des 76 000 employés des chemins de fer, afin de réduire les pertes de ce secteur. Le ministère prévoit de fermer plusieurs sections et centres de production, d'annuler des trains et de restreindre certaines activités de transport de fret. Plusieurs primes et bonus seront également supprimés. Les dettes de la compagnie s'élèvent à environ 500 millions d'euros.

- Union européenne : Les membres de la zone euro se sont accordés sur un plan de sauvetage destiné à éviter aux pays utilisant la monnaie européenne de faire faillite, une procédure qui pourrait bénéficier en premier lieu à l'Irlande et à la Grèce.

### Samedi21 mars 2009
- États-Unis : Les autorités américaines annoncent la mise sous tutelle de deux grosses mutuelles de crédit aux entreprises, « US Central » et « Wescorp », totalisant respectivement 34 et 27 milliards d'actifs.

### Dimanche22 mars 2009

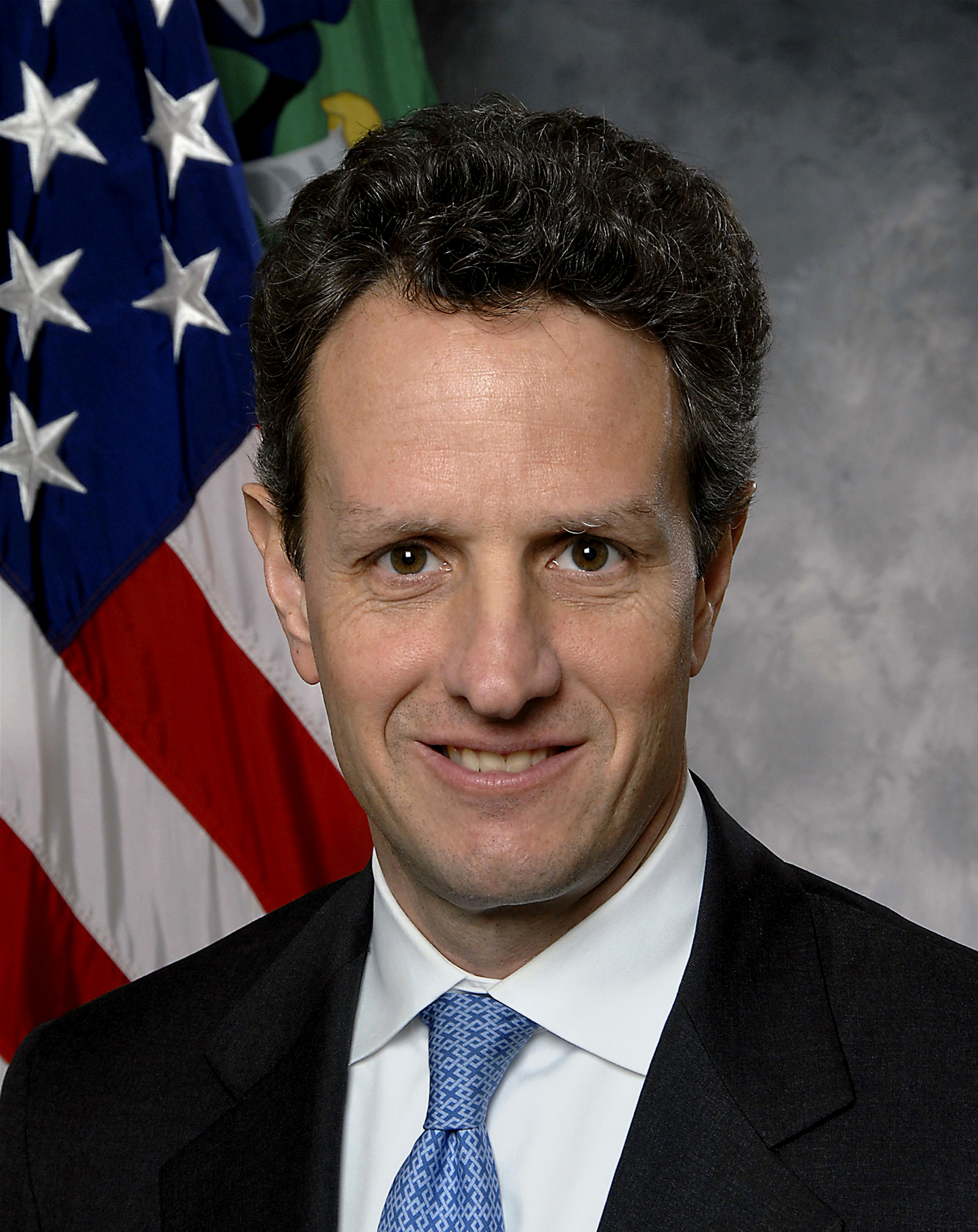
Timothy Geithner
(février 2009)

- États-Unis : Le secrétaire au Trésor Timothy Geithner annonce  un programme de 500 milliards de dollars avec la possibilité d'être porté à mille milliards de dollars pour libérer les banques de leurs actifs douteux qui, selon lui, « entravent actuellement » le système financier américain : « Le système financier dans son ensemble travaille encore contre la reprise [...] Beaucoup de banques, encore plombées par des prêts résultant de mauvaises décisions, s'abstiennent de fournir des crédits », mais sans préciser ce qu'il compte faire précisément pour relancer le marché du crédit hormis un hypothétique « programme d'investissement public-privé ».

### Lundi23 mars 2009
- États-Unis : 
  - La banque centrale de Chine annonce qu'elle va poursuivre ses achats de bons du Trésor américain, dont elle est le premier détenteur étranger au monde : « Investir dans les bons du Trésor américain est un élément important de la stratégie d'investissement de la Chine et nous poursuivrons cette pratique ». Il y a  dix jours, le premier ministre chinois, Wen Jiabao, avait exprimé ses craintes pour les investissements de son pays aux États-Unis devant le dérapage du déficit budgétaire américain. Le porte-parole de la Maison Blanche, Robert Gibbs déclare qu'« Il n'y a pas de placement plus sûr dans le monde que d'investir aux États-Unis » assurant que les Chinois ayant souscrit aux emprunts américains n'avaient pas de souci à se faire.
  - Le Trésor publie les modalités de son programme  de rachat des « actifs toxiques » des banques. Ce plan prévoit la création de deux mécanismes associant des investisseurs privés, l'un pour les prêts, l'autre pour des titres adossés à des actifs immobiliers[2],[3],[4].

- France :
  - Le PDG de Valeo depuis 20 ans, Thierry Morin, quitte ses fonctions  pour « divergences stratégiques » avec le Conseil d'administration qui veut imposer un « changement de gouvernance » et une « révision de la stratégie de l'entreprise ». Il s'en va avec un parachute doré de 3,2 millions d'euros alors que l'entreprise a connu un déficit 2008 de 207 millions € et 1 600 suppressions d'emplois.
  - En 2008, quelque 3 500  agences immobilières, sur un total de 25 000, ont fermé leurs portes en France en raison de la crise qui affecte le secteur. Cette chute  s'explique par la forte baisse du nombre de transactions dans l'ancien, 650 000 en 2008, soit un recul de 25 % par rapport à 2007, selon le réseau Orpi qui prévoit un redémarrage du marché des transactions dans l'ancien « à partir de septembre 2009 ».
  - Le Crédit mutuel annonce avoir pris le contrôle de la société de crédit à la consommation Cofidis, un des derniers organismes de crédit à la consommation à ne pas être sous la coupe d'une banque. Cofidis étant une société qui consent des crédits sans bénéficier d'une base de dépôts, était en situation de fragilité dans un contexte de crise, qui rend difficile l'accès au financement pour les établissements financiers et à donc été contraint de s'adosser à un groupe bancaire. La prise de contrôle est faite par le biais de la création d'une holding, détenue à 67 % par le Crédit Mutuel et à 33 % par les 3 Suisses, l'actionnaire historique de Cofidis. Par ailleurs, les 3 Suisses cédera à Cofidis Participations leur participation de 66 % dans la banque en ligne Monabanq.

- Pologne : Nokia Siemens Networks, une joint venture des deux groupes, spécialisé dans les infrastructures et les services de télécoms, annonce sa décision de créer jusqu'à 400 emplois supplémentaires dans son centre de recherche et développement à Wroclaw (sud-ouest), un des plus grands du groupe en Europe, qui emploie actuellement 1 200 personnes.

- Union européenne : 
  - Selon Eurostat, la zone euro a enregistré un déficit de son commerce extérieur avec le reste du monde de 10,5 milliards d'euros en janvier.
  - Le premier ministre britannique Gordon Brown estime que certains pays d'Europe de l'Est connaissent des « problèmes énormes » à cause de la crise financière et ont besoin d'une aide urgente de l'Union européenne. Selon lui, ces pays ont été durement affectées à cause de leur dépendance aux capitaux étrangers provenant d'investisseurs de plus en plus échaudés par la crise; ces problèmes soulignent la nécessité « d'un effort international pour aider ces pays qui n'ont pas de ressources » à reconstruire leur système bancaire.
  - Les deux groupes de téléphonie mobile, le britannique Vodafone et l'espagnol Telefonica annoncent qu'ils allaient partager leurs réseaux dans quatre pays européens, ce qui devrait leur faire économiser « des centaines de millions de livres » ou d'euros sur dix ans. Les deux groupes vont « partager leurs infrastructures de réseaux en Allemagne, Espagne, Irlande et au Royaume-Uni », et sont par ailleurs en « discussions avancées » concernant la République tchèque. Cette collaboration consistera en un partage des infrastructures de réseaux 2G et 3G, mais les deux groupes conserveront des offres distinctes.

### Mardi24 mars 2009
- Le Fonds monétaire international, annonce avoir adopté une vaste réforme pour simplifier ses prêts aux États en difficulté, dont la création d'une nouvelle forme de prêts sans critère de performance a posteriori, ni limite de montant.

- Le premier ministre britannique, Gordon Brown, demande plus de régulation du système bancaire mondial : « Nos réglementations devront s'appliquer à toutes les banques, partout, à tout moment, et ne laisser aucune place pour des banquiers fantômes ni pour ceux qui refusent de payer leurs impôts » appelant les Européens à prendre la tête des efforts de réforme du système financier international, estimant que l'histoire de la construction européenne faisait de l'UE « la mieux placée pour guider le monde dans sa réponse aux défis énormes et complètement nouveaux de la mondialisation ».

- Selon le baromètre Hotel Price Index (HPI) d'Hotels.com, une filiale du voyagiste américain Expedia, qui recense environ 68 000 hôtels dans plus de 12 500 destinations dans le monde, la chute des prix moyens des chambres d'hôtels dans le monde s'est accélérée, atteignant 12 % pendant le dernier trimestre de 2008, soit le niveau le plus bas depuis quatre ans. Parmi les pays en baisse : Grande-Bretagne (-24 %), États-Unis (-12 %), Europe (-10 %), France (-3 %). Parmi les villes : Bombay (-38 %), New Delhi (-36 %), Las Vegas (-30 %), Reykjavik (-27 %), Moscou (-16 %), Dubaï (-5 %).

- Selon l'Association internationale du transport aérien (IATA), qui représente 230 compagnies, soit 93 % du trafic aérien international, à l'exclusion des compagnies low-cost, les compagnies aériennes devraient essuyer des pertes de 4,7 milliards de dollars en 2009, rabaissant ainsi de précédentes prévisions à 2,5 milliards de dollars. En 2008, les transporteurs ont perdu 8,5 milliards de dollars, la moitié des pertes ayant été enregistrées au dernier trimestre.

- Chine : Le gouverneur de la banque centrale de Chin, Zhou Xiaochuan,  appelle à l'adoption d'une nouvelle monnaie de réserve internationale pour remplacer le dollar, dans un système placé sous les auspices du Fonds monétaire international. Le but serait de créer un nouveau système économique mondial qui ne soit pas facilement influencé par les politiques de certains pays : « L'éclatement de la crise et son débordement dans le monde entier reflètent les vulnérabilités inhérentes et les risques systémiques dans le système monétaire international ».

- États-Unis : Le groupe automobile Ford Motor qui a connu une perte nette 2008 de 14,6 milliards de dollars annonce une réduction des coûts salariaux reposant notamment sur la suppression des augmentations de salaires et des primes au mérite pour les « cols blancs » aux États-Unis et « dans la plupart » des autres marchés où le constructeur est présent. En outre le directeur général Alan Mulally verra son salaire réduit de 30 % en 2009 et 2010, et les membres du conseil d'administration ne percevront pas de rémunération en numéraire.

### Mercredi25 mars 2009
- États-Unis : La Réserve fédérale annonce, pour sa première opération dans le cadre du nouveau plan, avoir racheté aujourd'hui sur le marché pour 7,5 milliards de dollars d'obligations du Trésor américain.

- France : Selon le ministère de l'Emploi, fin février, le nombre de chômeurs inscrits à Pôle emploi en catégorie A (sans aucune activité) est de  2,38 millions (+79 900), et à 3,4 millions (+80 800) en comptant ceux exerçant une activité réduite.

### Jeudi26 mars 2009
- Selon le directeur général du Fonds monétaire international, Dominique Strauss-Kahn, il faudra deux à trois ans pour que l'économie mondiale comble ses pertes dues à la crise, espérant « à nouveau de la croissance à partir du 1er semestre 2010 » mais il faut pour cela mettre en place « les bonnes politiques » et notamment assainir le système bancaire, mais il estime que le système bancaire restait « congelé, presque complètement congelé », évaluant l'ensemble des actifs toxiques détenus dans les bilans des banques à plus de « 2 200 ou 2 300 milliards de dollars ».
- Selon une étude de la Rand Corporation (Santa Monica, Californie) — « Film Piracy, Organized Crime and Terrorism » — dans 20 pays, pour analyser le « marché » du piratage de films : « Il existe des preuves substantielles d'un lien important et continu entre le piratage de films et le crime organisé [...] Le piratage est une activité à haut rendement – avec des marges bénéficiaires supérieures au trafic de stupéfiants – et comportant peu de risques ».

- Afrique : Du 26 au 27 mars, visite du président français Nicolas Sarkozy, à Kinshasa, à Brazzaville et au Niger. Lors de cette tournée, il s'est engagé à défendre au sein du G20 les intérêts du continent africain, estimant qu'il pouvait « contribuer au redémarrage global de l'économie mondiale ».

- États-Unis : 
  - Le taux moyen pour un crédit immobilier à taux fixe sur 30 ans est à 4,85 % atteignant  son niveau le plus bas sur le marché américain depuis 1971,  conséquence logique de la politique monétaire de la Réserve fédérale, selon une enquête de Freddie Mac, un des deux organismes géant de refinancement hypothécaire. L'arrivée de la Réserve fédérale sur le marché de rachat des obligations du Trésor a poussé le prix de ces obligations vers le haut, et donc leur rendement vers le bas. Or, de nombreuses institutions financières indexent le taux de leur prêts hypothécaires sur le rendement des obligations du Trésor, vu comme une référence mondiale du prix de l'endettement immobilier.
  - Le constructeur automobile General Motors annonce  que 7 500 de ses ouvriers ont  souscrit à un plan de départs volontaires et quitteraient le groupe pour la plupart d'ici une semaine. Le groupe prévoit de supprimer 18 000 postes d'ouvriers d'ici à la fin de l'année aux États-Unis et quelque 47 000 postes dans le monde entier. D'autre part les premières lettres de licenciement adressées aux employés administratifs ont été envoyées, dans l'optique de supprimer 3 400 postes de cols blancs d'ici au 1er mai. En trois ans, 60 500 postes de travail ont été supprimés chez GM.

- Italie : Le groupe de presse 24 Ore décide d'arrêter à partir du 1er avril la diffusion de son quotidien gratuit « 24 Minuti » diffusé à 450 000 exemplaires entre Rome et Milan, en raison de la crise qui entraîne une chute des recettes publicitaires.

### Vendredi27 mars 2009
- États-Unis : 
  - Les services fiscaux annoncent une amnistie partielle  pour inciter les contribuables à leur dévoiler leurs comptes à l'étranger non déclarés supposés alimentés par  évasion fiscale : « Le fisc a décidé que si ces contribuables se présentent spontanément pour dévoiler toutes leurs activités et actifs à l'étranger, ils pourront s'attendre à une réduction d'impôts » à condition qu'ils le fassent dans les six mois à venir. Selon le Wall Street Journal les instructions  consistent à redresser le contribuable en fonction des règles en vigueur (avec les intérêts légaux) mais en atténuant les pénalités, qui parfois dépassent la valeur des actifs cachés au fisc, et en renonçant aux poursuites pénales.
  -  Géorgie : Faillite de la 21e banque régionale, la Omni National Bank, basée à Atlanta (Géorgie). Ses actifs gérés se montent à 956 millions de dollars et accueillait 796 millions de dollars de dépôts. La Compagnie fédérale d'assurance des dépôts bancaires (FDIC) estime le coût de cette faillite à 290 millions de dollars. La Géorgie est particulièrement touchée par la crise avec 4 fermetures de banque.
  -  Ohio : Le géant  de la distribution Wal-Mart annonce  la fermeture d'un laboratoire de fabrication de verres optiques entraînant la suppression d'environ 650 postes mais parallèlement crée une centaine de postes dans ses sites en Indiana et en Arkansas.
  -  Californie : Le site de mini-blogs Twitter, revendique plus de six millions d'utilisateurs et un « taux de croissance phénoménal » de 900 % en 2008. Twitter ("gazouillis" en français), qui permet à ses utilisateurs d'envoyer gratuitement de courts messages à ses contacts (pas plus de 140 caractères), a vu sa popularité exploser depuis sa création en août 2006, mais n'a toujours pas réussi à générer des revenus.

- France : Le groupe de matériel de sports Rossignol, qui a accusé une perte opérationnelle 2008 de 58 millions sur un chiffre d'affaires de 270 millions d'euros, annonce la suppression d'environ 450 postes de travail, dont 275 en France, sur un effectif mondial de  1 500 personnes, soit près de 30 % de ses effectifs. Fin janvier, le groupe avait annoncé  deux mois d'arrêt de production sur ses quatre sites de production, à Nevers et Sallanches en France, Artés en Espagne et Montebelluna en Italie.

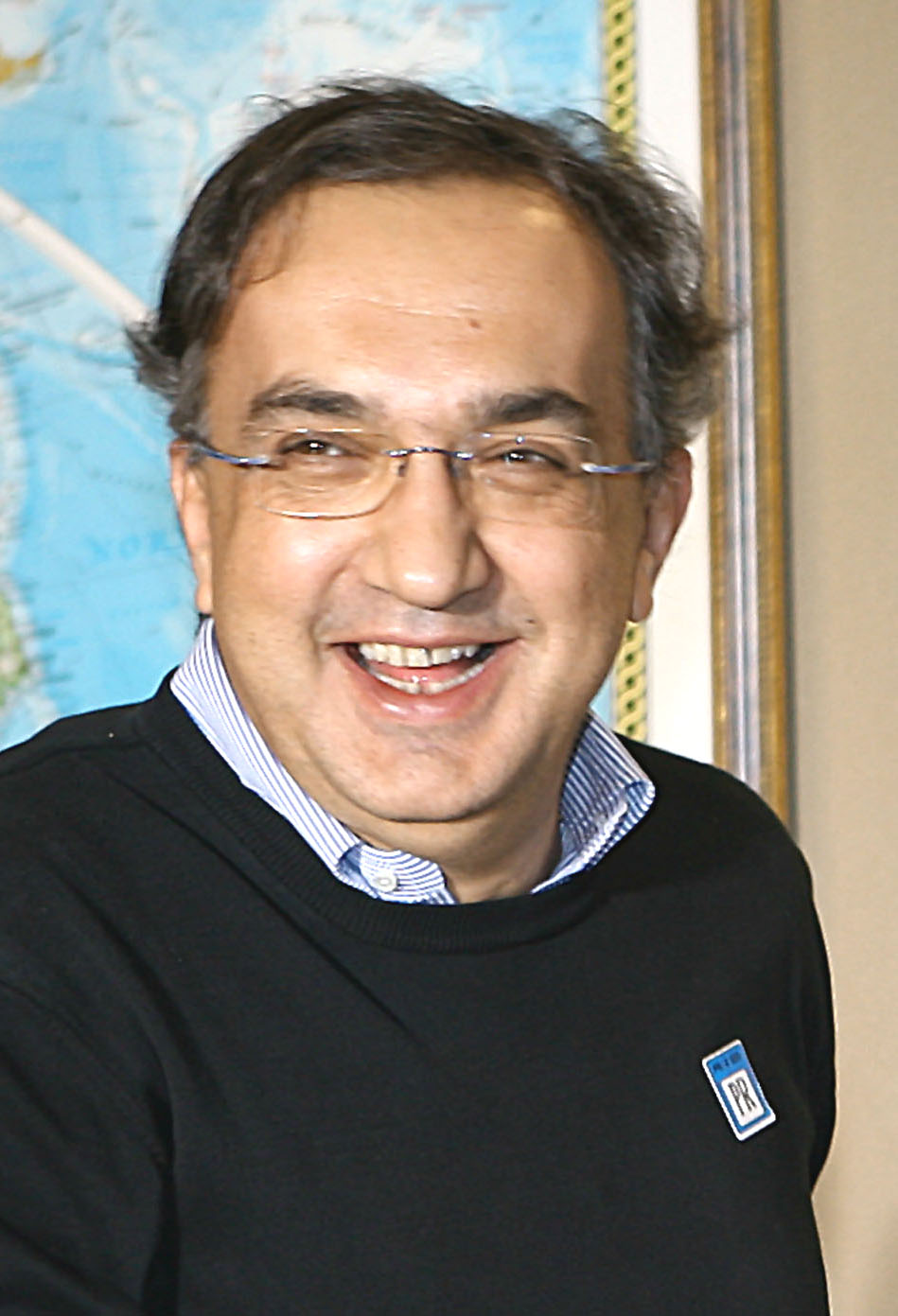
Sergio Marchionne
(novembre 2007)

- Italie : Le patron de Fiat, Sergio Marchionne, exclut pas  de possibles fermetures d'usines en Italie : « Je ne peux donner de réponse, ni positive ni négative [...] La solution pour les usines italiennes fait partie du cadre plus global d'une solution pour l'industrie automobile au moins au niveau européen [...] Si nous ne trouvons pas de solution à ce niveau-là, les conditions économiques pour maintenir une structure industrielle d'une Fiat indépendante en Italie n'existent pas. Avec ces conditions actuelles de marché, ces volumes, cette utilisation des usines, la division automobile perdra de l'argent ».

- Niger : Le président français Nicolas Sarkozy est en visite officielle, troisième et dernière étape de sa mini-tournée africaine, pour y promouvoir notamment l'exploitation transparente de son uranium par le groupe Areva. Il a été accueilli à l'aéroport de Niamey par le président Mamadou Tandja. Nicolas Sarkozy et Anne Lauvergeon ont participé dans l'après-midi, à une réunion de la section locale de l'Initiative pour la Transparence dans les Industries Extractives (ITIE). Lors de sa rencontre avec le premier ministre Seyni Oumarou, Nicolas Sarkozy a déclaré : « Nous devons défendre les intérêts de la France, et vous défendez ceux du Niger. Mais nous pensons que dans un investissement à long terme, la seule pratique contractuelle possible, c'est celle du gagnant-gagnant [...] Si vous avez le sentiment de ne pas être payés au juste prix, alors c'est une mauvaise affaire pour tout le monde [...] On est là bien sûr parce qu'on a besoin de votre uranium, mais on est là aussi parce qu'on a besoin de partenaires stratégiques et le Niger c'est un partenaire stratégique absolument essentiel ».

### Samedi28 mars 2009
- Chine : Lors d'un forum à Medellin (Colombie), dans le cadre de l'assemblée générale de la Banque interaméricaine de développement, le gouverneur de la banque centrale de Chine Zhou Xiaochuan, est intervenu sur la nécessité de réformer le système financier international : « En tenant compte de notre analyse de ce qui s'est produit, il faut souligner l'importance d'une réforme du système financier [...] Les mesures fiscales et monétaires ne servent à rien si l'on ne prend pas ce chemin et nous souffririons tous si on ne le fait pas ». Il a également estimé que l'épargne doit être favorisée et a plaidé pour une nouvelle répartition des fonds destinés aux différents pays au sein des organismes de financement multilatéraux en faveur des « marchés émergents », en appelant enfin à un plus grand contrôle de ces entités.

### Dimanche29 mars 2009
- États-Unis : General Motors, confirme  la démission « avec effet immédiat », de son PDG Rick Wagoner (56 ans) et son remplacement par Fritz Henderson (50 ans), actuel directeur de l'exploitation du groupe depuis 2008 et auparavant directeur financier du groupe. L'ancien PDG en poste depuis juin 2000 s'en va avec un « parachute doré » de 20 millions de dollars correspondant "à sa retraite et « à d'autres éléments de rémunération à paiement différé, accumulés au 31 décembre pendant ses 32 ans chez General Motors » où il a fait toute sa carrière depuis sa  sortie de l'université Harvard en 1977.

- France : Le conseil de surveillance de PSA Peugeot Citroën met  fin au mandat du patron du groupe automobile, Christian Streiff et le remplace par Philippe Varin, actuel dirigeant du groupe sidérurgique Corus à compter du 1er juin. Le groupe a enregistré une perte nette de 343 millions d'euros en 2008 et  table sur une nouvelle perte cette année.

### Lundi30 mars 2009
- Bourse : Fort décrochage des bourses du monde entier dont beaucoup atteignent leur point le plus bas, dans un marché plombé notamment par la chute des valeurs financières. Les investisseurs poursuivaient leurs ventes, faisant preuve de prudence avant la réunion très attendue jeudi du G20 à Londres, et à l'orée d'une semaine qui sera très riche en statistiques économiques.

### Mardi31 mars 2009
- Selon l'OCDE, le monde est en proie à une « hémorragie économique », subissant sa plus grave crise depuis un demi-siècle, et les premiers signes de reprise ne sont pas attendus avant 2010. La croissance du PIB mondial en termes réels devrait se ralentir de 2,75 % cette année avant de regagner 1,25 % en 2010. L'économie de l'OCDE est au milieu de la récession la plus grave et la plus généralisée depuis plus de 50 ans. Le danger le plus grave est qu'avec l'affaiblissement de l'économie réelle, la santé des institutions financières se dégrade davantage, les obligeant à réduire leurs prêts encore davantage.

- États-Unis : 
  - Le constructeur italien Fiat ne devrait prendre dans un premier temps que 20 % du capital de son concurrent en difficulté Chrysler, dont l'actionnaire majoritaire, le fonds d'investissement Cerberus, va perdre l'essentiel de sa mise mais continuera à conserver le contrôle de la société de crédit automobile du groupe, Chrysler Financial. Le projet initial, dévoilé en janvier  prévoyait l'octroi à Fiat de 35 % du capital de Chrysler en échange d'un accès à sa technologie. La réduction des ambitions de Fiat est destinée à faciliter les négociations avec  le Trésor qui devrait verser à Chrysler les 6 milliards de dollars qu'il demande. Fiat ne sera pas autorisé à porter sa participation dans Chrysler au-delà de 49 % tant que cette somme n'aura pas été remboursée.
- Le groupe informatique Microsoft annonce la fermeture prochaine de son encyclopédie en ligne Encarta, mise à mal par la concurrence dans un secteur dominé par le site gratuit Wikipédia[5].

- France : La fédération France nature environnement qui regroupe quelque 3 000 associations estime que l'agrocarburant E10, qui fait son entrée  dans les stations-service françaises, est « une arnaque pour le consommateur et pour l'environnement » : « Utiliser des plantes alimentaires pour remplir l'estomac des voitures plutôt que celui des hommes ne permet pas de répondre aux dérives de l'agriculture intensive et à la faim dans le monde [leur développement pose] un problème éthique majeur : un plein de 4x4, c'est 250 kg de céréales, soit la ration d'un homme pendant un an ». Composé à 90 % d'essence sans plomb 95 et à 10 % d'éthanol, l'E10 est présenté comme  contribuant à la lutte contre le réchauffement climatique.